# 18-я армия (Япония)
18-я армия (яп. 第18軍) — воинское подразделение японской Императорской армии, действовавшее во время Второй мировой войны.

## Боевой путь армии
Сформирована 9 ноября 1942 года под командованием генерала Адати. Входила в состав 8-го фронта Южной группы армий, её основной задачей было противодействие возможным высадкам союзников в оккупированной Японией Новой Гвинее.
Армия состояла из трёх пехотных дивизий: 20-й, набиравшейся на Кюсю, а также 41-й и 51-й, формировавшихся из уроженцев Канто.

### Новогвинейская кампания
20-я и 41-я дивизии добрались до Новой Гвинеи без потерь. 51-я дивизия, (а также штаб 18-й армии во главе с её командиром генералом Адати) попали под авианалёт Союзной авиации на пути из базы в Рабауле к Лаэ, во время битвы в море Бисмарка. Все восемь транспортных судов и четыре эсминца были потоплены, погибло 3664 человек, спасти удалось лишь 2427.
Реализация Союзниками с середины 1943 года операции «Картвил», постепенно перекрывала линии снабжения между Рабаулом и японскими фронтовыми частями. Результатом стали неучастие Императорского флота в кампании на Соломоновых островах, а также союзные десанты в Новой Британии, в районах Аитапе и Голландии в апреле 1944 года.
Войска генерала Адати сильно страдали от тропических болезней (включая малярию), тепловых ударов и недоедания, несмотря на попытки генерала организовать посадку сельскохозяйственных культур и первоочередную выдачу пайков раненым. По мере того, как заканчивались боеприпасы, командиры различных частей армии всё чаще прибегали к «банзай-атакам».
На момент завершения войны в сентябре 1945, большая часть войск была уничтожена; из 140 тыс. человек осталось не более 13 тысяч.
Остатки 18-й армии сдались австралийской 6-й дивизии под командованием генерал-майора Робертсона у мыса Вом близ Вевака. До репатриации они содержались на острове Мушу.

### Книги
- Drea, Edward J. (2003). «Adachi Hatazo: A Soldier of His Emperor». In the Service of the Emperor: Essays on the Imperial Japanese Army. Bison Books. ISBN 978-0-8032-6638-4.
- Fuller, Richard (1992). «Adachi Hatazo». Shōkan: Hirohito’s Samurai. London: Arms and Armour Press. ISBN 1-85409-151-4.
- Gillison, Douglas (1962). Royal Australian Air Force 1939—1942. Australia in the War of 1939—1945. Canberra: Australian War Memorial. OCLC 2000369.
- Hayashi, Saburo (1959). Kogun: The Japanese Army in the Pacific War. Marine Corps. Association. ASIN B000ID3YRK.
- Johnston, Mark (2008). The Proud 6th: An Illustrated History of the 6th Australian Division 1939—1945. Port Melbourne, Victoria: Cambridge University Press. ISBN 978-0-521-51411-8.

### Журналы
- Williams, Peter D.; Nakagawa, Naoko (October 2006). «The Japanese 18th Army in New Guinea». Wartime (Canberra, Australian Capital Territory: Australian War Memorial) (36): 58-63. ISSN 13282727.